# Centre émetteur de Fontbonne

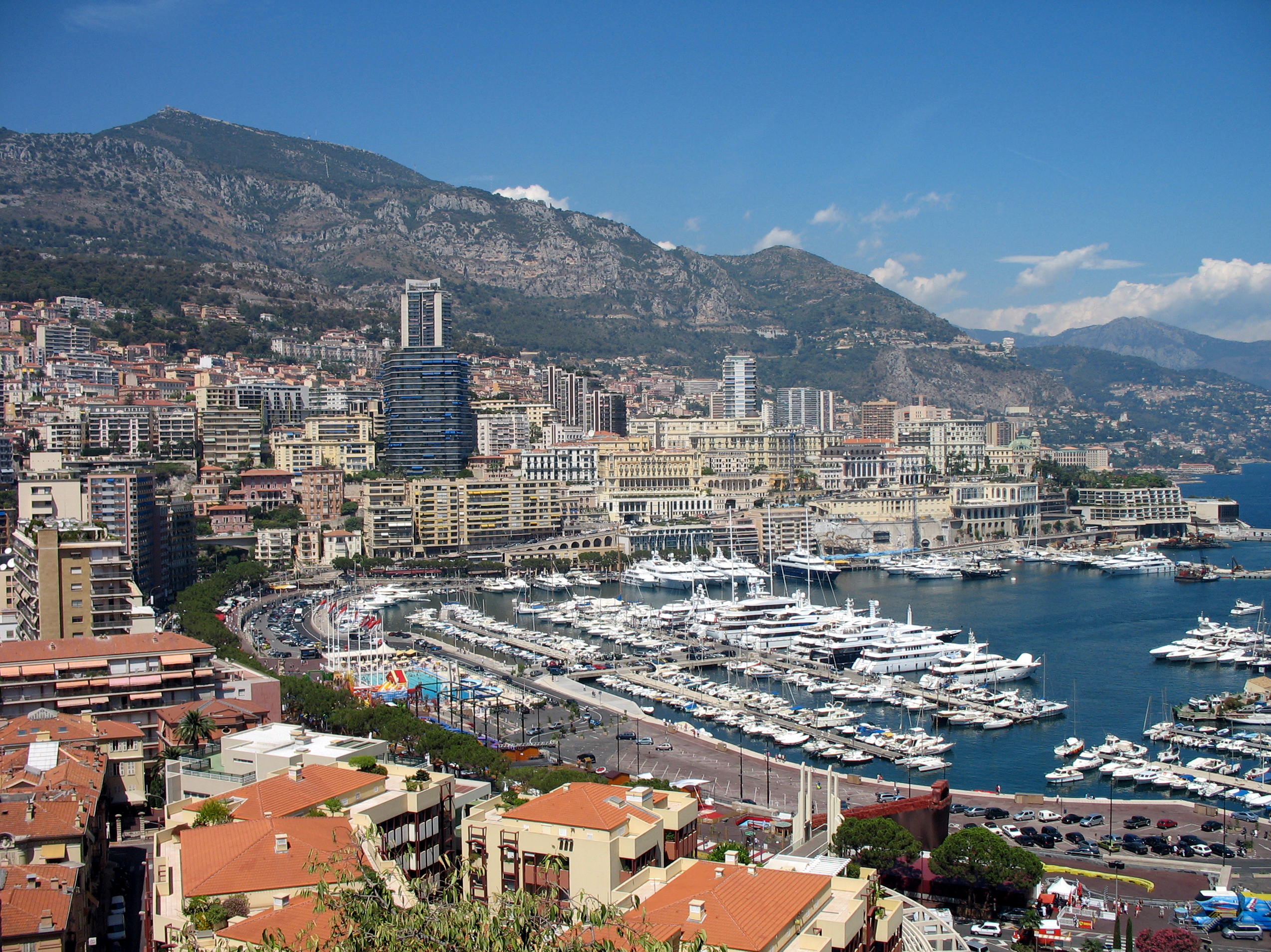
Depuis le palais de Monaco, les antennes, visibles sur les pentes du mont Agel (à gauche), en 2006.

Le Centre émetteur de Fontbonne est un ancien émetteur de radiodiffusion situé sur la commune française de Peille, dans les Alpes-Maritimes. Il se situe sur les pentes du mont Agel à 800 mètres d'altitude et surplombe la principauté de Monaco. Il a été démantelé fin 2012.

## Histoire
Ce centre est le premier construit par Radio Monte-Carlo.
Il a été mis en service en 1946 avec un émetteur ondes moyennes de 10 kW diffusant sur 205 mètres de longueur d'onde (1 467 kHz), suivi rapidement par deux émetteurs ondes courtes de  30 kW, diffusant sur  49,71 mètres et 42,05 mètres.
En 1949, un nouvel émetteur de 120 kW est mis en service.
La puissance d'émission est portée à 200 kW en 1954 et 400 kW en 1955, délimitant ainsi la zone d'écoute diurne aux Alpes Maritimes, au Var et aux Alpes de Haute Provence ainsi qu'à une partie des Bouches du Rhône.
Deux émetteurs ondes courtes de 100 kW sont installés en 1960, avec sept antennes directives.
En 1964, le programme transmis sur ondes moyennes 205 mètres (1 467 kHz) est relayé en FM sur 98,5 MHz.
Un nouvel émetteur ondes courtes, cette fois d'une puissance de 500 kW et une antenne proposant six directions sont mis en service en 1982.
À partir de 1994, il est géré par la société MCR Monte-Carlo Radiodiffusion, le diffuseur radiophonique de la principauté de Monaco, filiale de Télédiffusion de France.

## Caractéristiques techniques
En 2009, ce sont donc trois émetteurs, deux de 100 kW et deux de 500 kW qui diffusent les programmes à vocation religieuse de Trans World Radio (en), sur ondes courtes en plus de vingt langues différentes, sur les gammes de fréquences 6, 7, 9 et 11 MHz.
Une quinzaine d'antennes directives permettent d'atteindre tous les pays d'Europe et du Moyen-Orient, voire beaucoup plus loin grâce à la propagation des ondes courtes.
Des essais de diffusion en DRM ont été effectués en direction de l'Allemagne, où le programme a été reçu avec un confort d'écoute équivalent à la FM en monophonie.

## Démantèlement
Démantelé au quatrième trimestre 2012 de ses émetteurs et installations de transmissions, feeders, antennes et pylônes et racheté par la principauté de Monaco, une partie du site accueille, depuis juillet 2013, les éléphantes du zoo de Lyon recueillies par la princesse Stéphanie de Monaco.